# Rio Itapirapuã
Rio Itapirapuã är ett vattendrag i Brasilien. Det ligger i den södra delen av landet, 1 000 km söder om huvudstaden Brasília.
I omgivningarna runt Rio Itapirapuã växer i huvudsak städsegrön lövskog. Runt Rio Itapirapuã är det glesbefolkat, med 11 invånare per kvadratkilometer.